# ميشيل زابيلا
ميشيل زابيلا (بالإيطالية: Michele zappella)‏ هو طبيب نفسي إيطالي وباحث في الطب النفسي العصبي للأطفال.
مواليد 4 آذار / مارس 1936 (83 سنة).

## السيرة الذاتية
تخرج زابيلا في روما عام 1960 في الطب والجراحة. وهو متخصص في طب الأطفال (روما، 1963)، في الطب النفسي العصبي للأطفال ( بيزا، 1966)، في الأمراض العصبية والعقلية (بيزا 1968) ؛ في عام 1970 أصبح محاضرًا مجانيًا في مجال الصحة العقلية. كان يعمل في مستشفى فاونتين في لندن (المملكة المتحدة) من 1961 إلى 1963. بصفته فائزًا بمنحة فولبرايت الدراسية للولايات المتحدة الأمريكية، فهو زميل علم الأعصاب في قسم أمراض الأعصاب للأطفال في مستشفى الأطفال في واشنطن العاصمة (الولايات المتحدة الأمريكية، 1964-1965). وكان رئيس قسم الطب النفسي العصبي للأطفال في مستشفى سيينا الإقليمي من عام 1973 إلى عام 2006. يعمل حاليًا (2014) على تدريس الطب النفسي العصبي للأطفال في مدارس التخصص بجامعة سيينا ومستشار في مركز ريت في مستشفى فيرسيليا (لو).
عضو فخري في جمعية دراسة أنماط السلوك السلوكية ( لندن ) والجمعية الإيطالية لعلم أصول التدريس، وكان رئيسًا لجمعية متلازمة توريت الإيطالية (1999-2003) ونائب رئيس الجمعية الإيطالية للطب النفسي العصبي للأطفال (1976-1978).
في الستينيات من القرن العشرين اكتشف وضع رد الفعل وعلاقاته بالتشخيص المبكر للتخلف العقلي الشديد. لقد تعامل مع الاندماج الاجتماعي والتربوي للأطفال المعوقين: مقالاته العلمية الأولى التي نشرت حول هذا الموضوع في 1969-1970. من خلال دراساته حول متلازمة ريت، أظهر أن هناك نوعًا مختلفًا من هذه المتلازمة التي تكتسب فيها الفتيات لغة متأخرة وبعض المهارات اليدوية: مجرفة متغير متلازمة ريت ( الوراثة المندلية البشرية عبر الإنترنت (OMIM): 312750 ).
لقد درس على نطاق واسع اضطرابات طيف التوحد: في هذا الصدد، اكتشف متلازمة خلل التنسج، والتي تتجلى في سلوك التوحد العابر المرتبط بالتشنجات اللاإرادية والحركية وله سبب وراثي لنوع توريت ؛ هذا يجعل هذه متلازمة عدم التشبع مختلفة تمامًا عن اضطرابات التوحد المستقرة. قدم شكلاً من أشكال التدخل لإعادة التأهيل: التنشيط العاطفي مع المعاملة بالمثل (AERC).
حصل على الميدالية الذهبية والفخرية لبلدية سيستو سان جيوفاني (MI)، عن أعماله في التوحد. لقد فعله دائمًا وما زال يشارك في نشاط سريري مكثف.

## الأعمال الرئيسية
ألَّف ميشيل زابيلا أكثر من 300 منشور علمي، منها 105 تم فهرستها على PubMed من المكتبة الوطنية الأمريكية للطب التابعة للمعاهد الوطنية للصحة. في عام 1980 حصل على جائزة Glaxo للترويج العلمي. ويشغل حاليًا منصب المدير العلمي لمجلة التوحد واضطرابات النمو.
الإيطالي
- زابيلا، ميشيل. اعتلالات الدماغ الخلقية للوليد والرضع، طفولة غير طبيعية، 11، 1967.
- زابيلا، ميشيل. Il Pesce Bambino، Milan: Feltrinelli، 1976. ISBN 978-88-07-79101-7 ؛ طراد. بالفرنسية، إنفانت بواسون، باريس: بايوت، 1979. ISBN 2-228-33510-X.
- زابيلا، ميشيل. Il Bambino nella Luna، Milan: Feltrinelli، 1979. ISBN 978-88-07-81108-1.
- زابيلا، ميشيل. أنا لا أرى، لا أسمع، أنا لا أتكلم، ميلان: موندوري، 1984 ؛ طراد. باللغة الإسبانية، لا حق النقض، لا مكتب المفتش العام، لا ablo، Paidos Terapia Familial، 1992. ISBN 84-7509-829-0.
- زابيلا، ميشيل. أطفال التوحد، القابضة والعائلة، روما: إيطاليا العلمية الجديدة، 1987. ISBN 978-88-430-0996-1.
- AAVV Portage Method، ed. تحرير الإيطالية ميشيل زابيلا، تورينو: أوميغا، 1989. ISBN 978-88-7241-087-5.
- زابيلا، ميشيل. توحد الطفل، روما، شيكل، 1996. ISBN 978-88-430-0402-7 ؛ طراد. باللغة الإسبانية، Autism Infantìl، معهد الثقافة الاقتصادية: المكسيك، 1998. ISBN 84-7509-829-0.
- زابيلا، ميشيل ؛ مع داريو إيانيس. دعنا نقيس مرض التوحد، ترينتو: إريكسون، 2009. ISBN 978-88-6137-399-0.

الإنجليزية
- زابيلا، ميشيل، مع البرتو أوليفيريو. سلوك الأطفال الرضع، نيويورك: Plenum Press، 1983. ISBN 0-306-41470-8.
- زابيلا، ميشيل: التعاون مع كتاب ماري كولمان بعنوان علم الأعصاب للتوحد، نيويورك: مطبعة جامعة أكسفورد، 2005. ISBN 978-0-19-518222-4.[17]